# Fairfield (Illinois)
Fairfield is een plaats (city) in de Amerikaanse staat Illinois, en valt bestuurlijk gezien onder Wayne County.

## Demografie
Bij de volkstelling in 2000 werd het aantal inwoners vastgesteld op 5421. In 2006 is het aantal inwoners door het United States Census Bureau geschat op 5170, een daling van 251 (-4,6%).

## Geografie
Volgens het United States Census Bureau beslaat de plaats een oppervlakte van 9,5 km², waarvan 9,4 km² land en 0,1 km² water. Fairfield ligt op ongeveer 137 m boven zeeniveau.

## Plaatsen in de nabije omgeving
De onderstaande figuur toont nabijgelegen plaatsen in een straal van 20 km rond Fairfield.

## Geboren
- Charles Borah (1905-1980), atleet